# 四(二甲氨基)钛
四(二甲氨基)钛是一种化合物，它可由四氯化钛和二甲氨基锂反应制得：
TiCl4  +  4 LiNMe2   →   Ti(NMe2)4  +  4 LiCl
它对水十分敏感，需要使用空气隔绝技术操作。它水解生成二甲胺和二氧化钛：
Ti(NMe2)4  +  2 H2O   →   TiO2  +  4 HNMe2
它在一些钛化合物的合成中可替代四苄基钛。